# St. Andreas (Zadel)

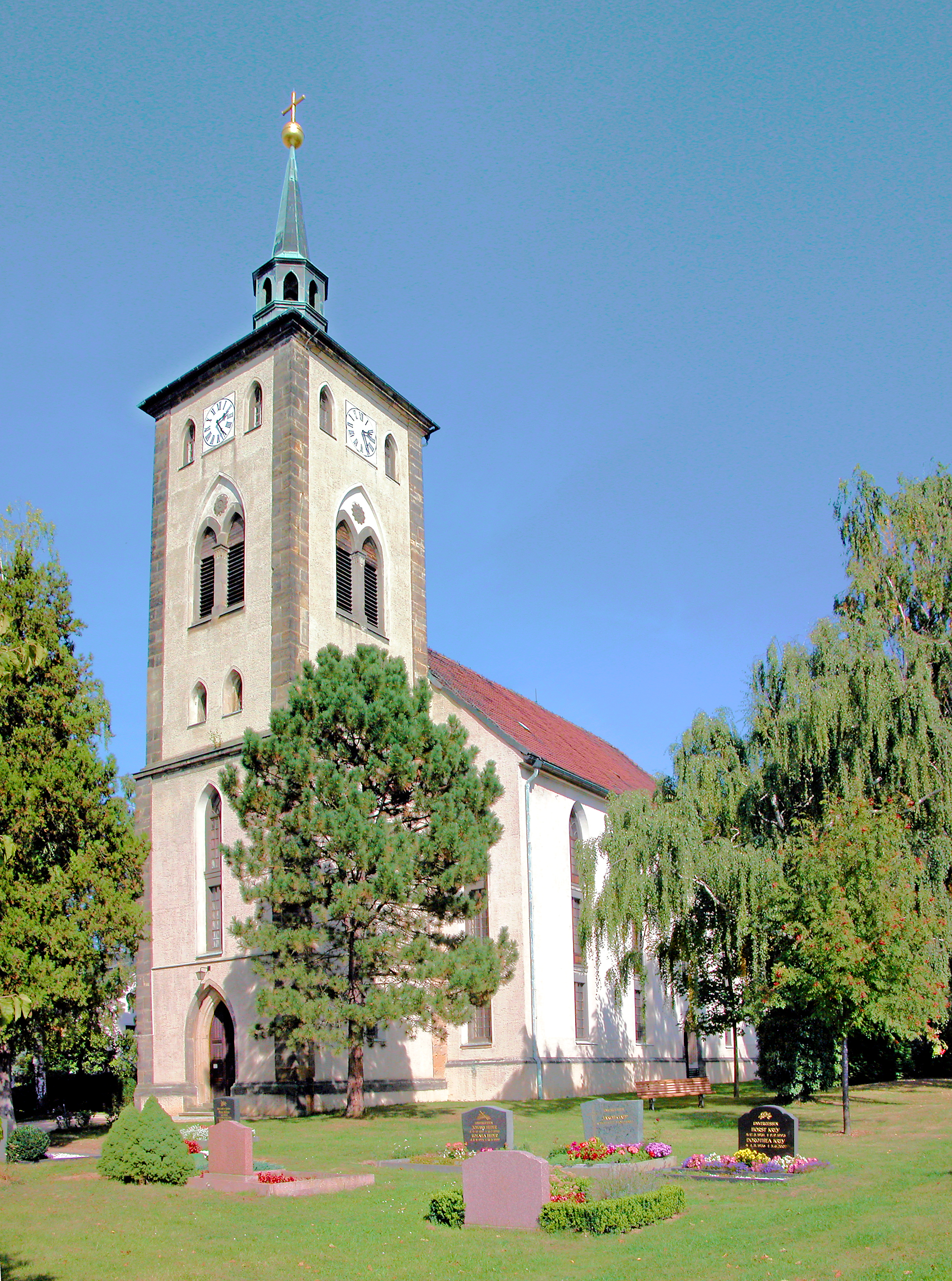
Andreaskirche Zadel

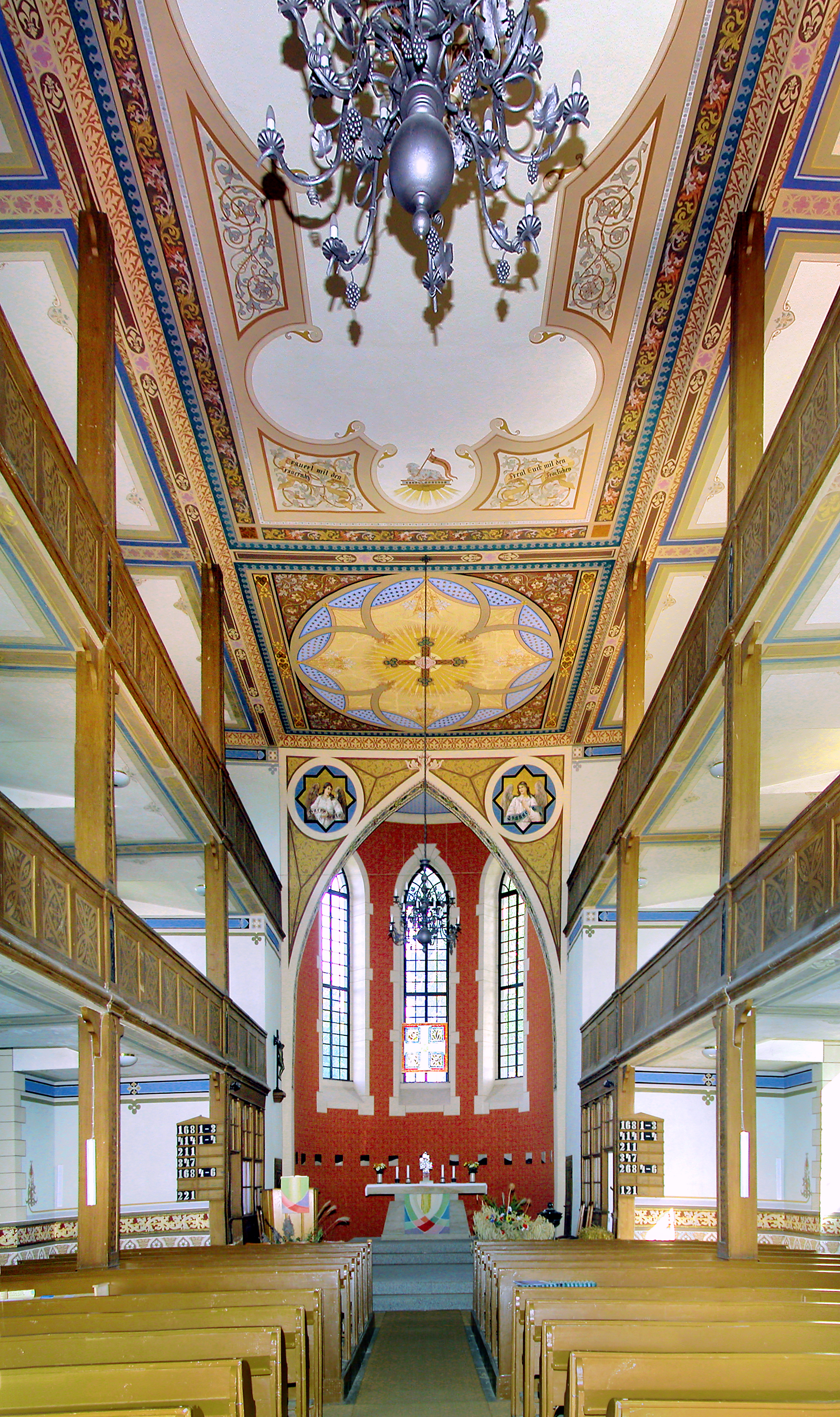
Ansicht zum Altar

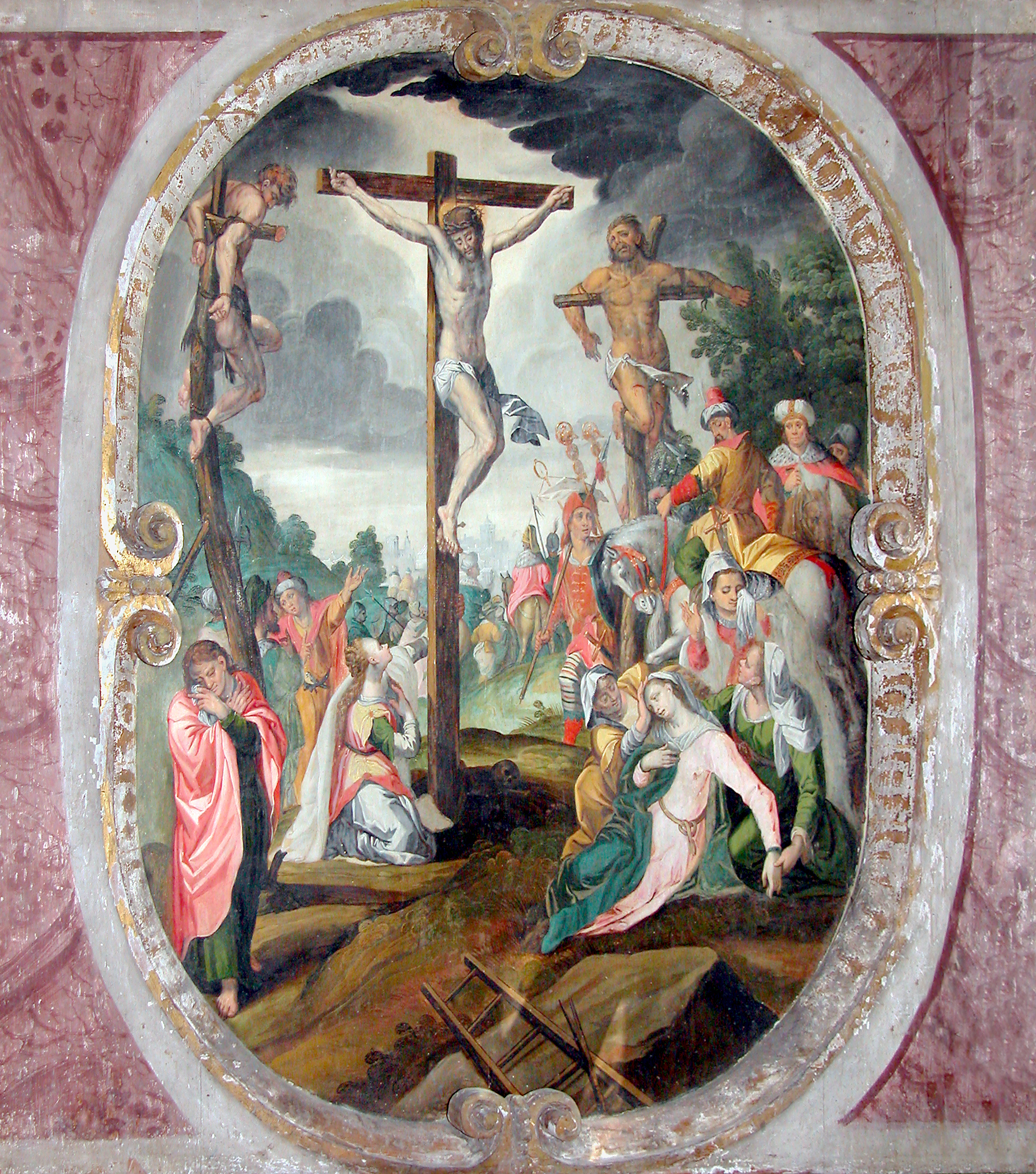
Altarbild

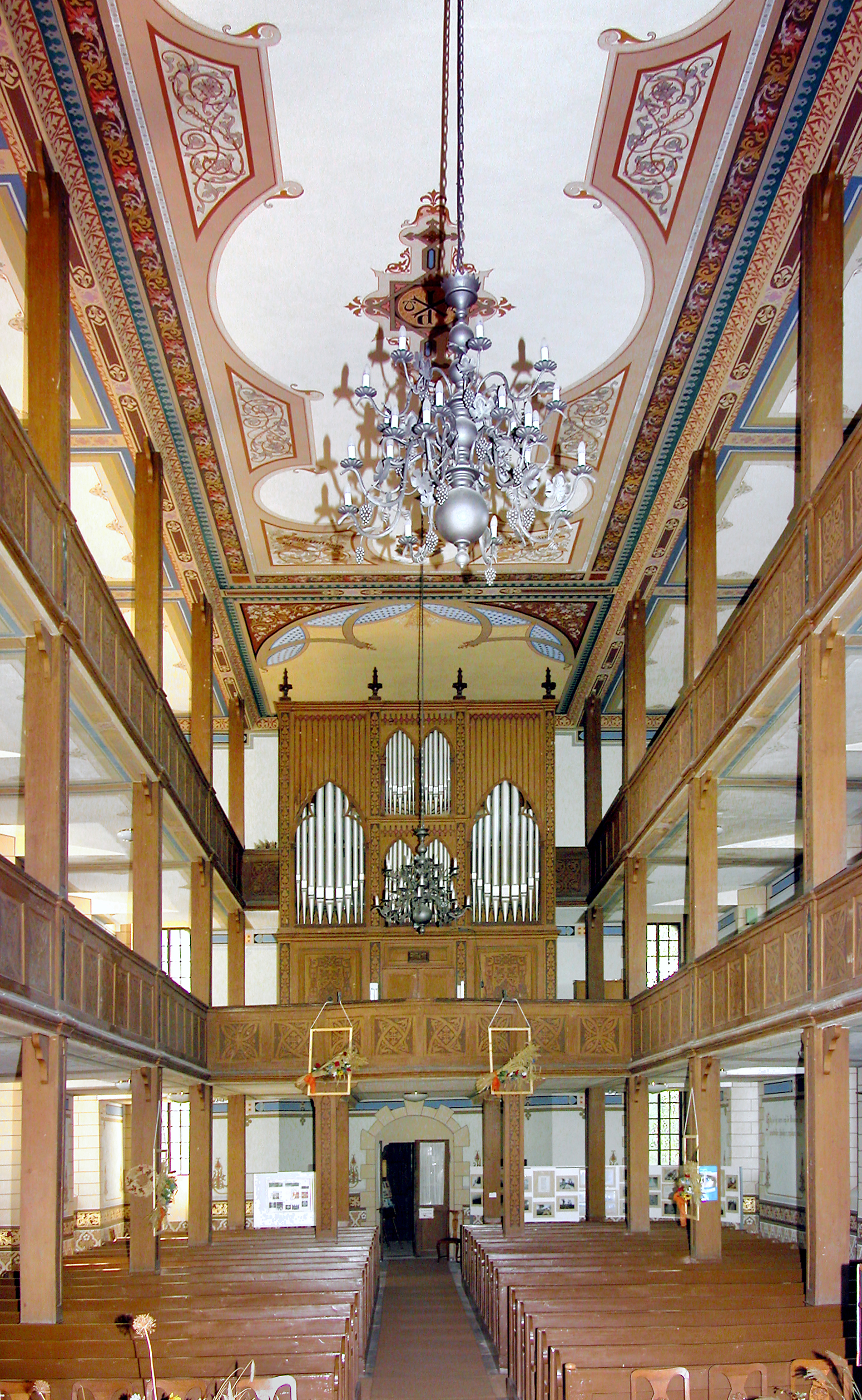
Innenansicht nach Westen

Die evangelische Kirche Zadel (auch: St. Andreas) ist eine neugotische Emporenhalle im Ortsteil Zadel von Diera-Zehren im Landkreis Meißen in Sachsen. Sie gehört zur Kirchengemeinde Zadel im Kirchenbezirk Meißen-Großenhain der Evangelisch-Lutherischen Landeskirche Sachsens. Namensgeber der Kirche ist der Apostel Andreas.

## Geschichte und Architektur
1195 wurde die dem Heiligen Andreas gewidmete Kirche erstmalig in einer Urkunde erwähnt. Wegen Baufälligkeit wurde die kleine romanische Kirche 1841 abgerissen. Auf dem Grundstück wurde 1842 eine neugotische Saalkirche errichtet. Das Bauwerk ist ein Putzbau mit Satteldach, dessen Chor außen dreiseitig und im Innern halbrund schließt und der durch Spitzbogenfenster mit Mittelstütze erhellt wird. Der durch ein Westportal erschlossene Westturm ist mit Ecklisenen in Sandstein gegliedert und durch Spitzbogenfenster geöffnet. Ein Zeltdach mit Laterne und Spitze akzentuiert das Bauwerk. Unterhalb der Glockenstube befindet sich der sogenannte „Götze“ in Sandstein, der möglicherweise einen stilisierten Löwenkopf darstellt und dessen Datierung unklar ist.
Der Kirchenraum ist durch hölzerne Stützen, die zwei Emporengeschosse und die Decke tragen, in drei Schiffe unterteilt. Die flachen verputzten Decken liegen in gleicher Höhe, die des Mittelschiffs ist mit großflächigen Gemälden geschmückt. An der Westseite trägt die untere Empore den mächtigen dreiteiligen Orgelprospekt, die obere ist hinter diesem entlanggeführt. Ein spitzbogiger Triumphbogen trennt den Chor ab. An dessen Nordseite ist die Sakristei, an der Südseite eine verglaste Betstube angebaut. Die reiche farbige Ausmalung des Raums mit Architektur- und Schablonenmalerei wurde im Jahr 1892 durch den Meißner Malermeister G. F. Kirsten ausgeführt. Am Triumphbogen sind auch Engel in Tondi dargestellt. Das Holzwerk ist maseriert, die Emporenbrüstungen mit Ornamenten monochrom bemalt. Das Gestühl stammt aus der Bauzeit.
1964 wurde nach dem Beschluss des Kirchenvorstandes der historische Kanzelaltar aus Holz abgerissen. Altar, Altarkreuz und Ambo stammen aus dem 20. Jahrhundert und wurden nach Entwürfen der Designerin Barbara Zimmermann angefertigt.

## Ausstattung
Der Taufstein aus Marmor ist ein Werk vom Ende des 19. Jahrhunderts. In der Sakristei werden zwei Tafelbilder mit Darstellungen der Kreuzigung in einem Volutenrahmen und des Abendmahls vom Ende des 17. Jahrhunderts aufbewahrt; ferner ein hölzernes Epitaph des Majors Gotthelf Dietrich von Wiedemann aus dem Jahr 1743; mit gefasstem Helm, Eisenhandschuhen, Pauken, Fahnen und Wappen als Attributen.
Die Orgel ist ein Werk von Friedrich Nikolaus Jahn aus dem Jahr 1842 mit 22 Registern auf zwei Manualen und Pedal.